# Pakitu
El setmanari Pakitu va ser fundat l'octubre de 1923 quan el seu antecessor Papitu va ser tancat durant la dictadura de Primo de Rivera. D'esquerres i anticlerical, la publicació va sortir a la venda durant tres anys fins que es va aixecar la prohibició que mantenia a Papitu fora dels quioscos.

## Papitu
Papitu es va convertir en un dels primers setmanaris catalans que tractaven temes poc pudents com l'erotisme o la pornografia de manera ben explícita. Tot i que per les classes més altes el to de les publicacions d'aquest setmanari era un escàndol va ser una de les revistes més populars del moment. Aquesta línia irreverent i radical va ser el que va portar l'èxit a la redacció i la va diferenciar d'altres publicacions. Feliu Elias i Bracons (Apa quan era dibuixant i Joan Sacs quan era escriptor), va ser el fundador de la primera publicació al gener del 1908. En aquell moment, el to de Papitu encara no havia arribat a ser tant radical. Per la seva direcció va passar el mateix Apa, Francesc Pujols i Agustí Piracés i, després convertir-se en la capçalera Pakitu, la publicació va recaure en mans del Sindicat de Dibuixants. Per la seva redacció van passar col·laboradors com Eugeni d'Ors, Manuel Reventós, Ramon Casas o Rafael Moragas, entre molts altres escriptors i dibuixants, alguns d'ells considerats els millors dins el panorama humorística i literari de l'època.

## Història
La història de Pakitu s'inicia a la redacció del carrer Barbarà de Barcelona. El seu antecessor, el setmanari Papitu, portava 15 anys en venda quan va tancar la seva publicació. El 1923, Espanya vivia sota les ordres del dictador Primo de Rivera que, després de molts intents, va aconseguir tancar aquest setmanari d'esquerres i anticlerical.
Tant Papitu com Pakitu van trobar moltes dificultats en el seu camí cap als quioscs. La seva ideologia d'esquerres i anticlerical va portar molts problemes a la redacció, igual que els intents per prohibir una revista explícitament eròtica. Amb l'arribada de Pakitu, el to del setmanari es va relaxar una mica. El radicalisme d'esquerres no era tan evident de la mateixa manera que tampoc ho era l'erotisme que fins ara havia estat una característica identitària.
Com a germà petit, Pakitu va heretar també els problemes econòmics com ja tenia el seu antecessor. Des dels seus inicis, la publicació va haver de fer grans esforços per mantenir-se dins el mercat. Autors com Eugeni d'Ors, van deixar de publicar després de veure que els seus sous mai arribaven a l'hora.
Pakitu va ser la publicació que es va encarregar de mantenir la flama i l'interès per una revista que havia rebut un cop dur després del seu tancament. Tot i els problemes econòmics amb els que carregava, va substituir a Papitu mentre la dictadura no permetia que es publiqués, encara que va rebaixar el to eròtic de la publicació, mai es va perdre l'esperit irreverent del setmanari.

## Aspectes tècnics
Pakitu es venia per 15 céntims a la regió de Barcelona. Tenia 16 pàgines a dues columnes en format 280x220 mm impreses a una sola tinta. Va publicar 159 números en els tres anys que va mantenir-se obert i quan es va reobrir Papitu la numeració va continuar en el número 918, ja que abans del seu tancament la capçalera portava 758 peces publicades.
La redacció es trobava al número 15 del carrer Barbarà a Barcelona, mentre que la impremta estava al carrer Comte d'Assalt, 45 (Can Costa).

## El número 1
El setmanari Pakitu es presentava davant el seu públic amb el següent text:
| « | “El PAPITU, el nostre estimat germà, degut al seu mal cap, ha hagut de tocar el dos de Barcelona. Ja l'hi dèiem nosaltres: «Noi, tu acabaràs malament!» Però ell ens feia el mateix cas que els pardals de la Rambla de les malediccions dels transeüents. Mentre l'hereu sigui fora, s'encarregarà de divertir la parroquia el PAKITU, el seu germà petit. Però en PAKITU, si bé és alegre com un bateig, és moral com un reparto de premios, i no esperin que els surti ambverdositats, car li fan tres coses. En PAKITU vol fer riure sense faltar a la criança. Vol que del seu bon humor en gaudeixi tothom sense haver de fer-ho d'amagatortis. Si 'esfarriat PAPITU, mentrestant, posa seny, tornarà i serà rebut com un hijo prodigo. Si no té esmena, aquí queda el PAKITU, servidor de vostès.” | » |

Amb aquest text de presentació, el setmanari volia deixar clar que ell, tot i que seguia en la linea de l'humor i l'entreteniment, no seria tan atrevit com el seu antecessor. És a dir, es presentava com una alternativa més suau. En les últimes línies, però, comenta que, en cas que Papitu no torni a publicar-se, Pakitu continuarà estant a l'abast dels lectors.